# Campagna della costa nordorientale (1712)
La campagna della costa nordorientale (1712) fu una campagna militare tra la confederazione Wabanaki e gli inglesi. Gli indiani nativi americani razziarono durante questa operazione diversi villaggi inglesi lungo il confine tra l'Acadia ed il New England, nell'attuale Maine, dalla primavera all'estate del 1712.

## Contesto storico
Dopo la campagna militare organizzata nel 1703 e protrattasi sino alla primavera del 1704 e dopo il Raid di Deerfield del febbraio di quello stesso anno, gli abenaki iniziarono ad attaccare le cittadine di Wells e York. Gli indiani razziarono anche Saco nel 1704 e nel 1705. Razziarono quindi Winter Harbor (attuale Biddeford presso Biddeford Pool) per ben due volte nel 1707 e nel 1710.
I raids sugli inglesi furono una chiara vendetta nei confronti degli inglesi per la loro conquista della capitale francese dell'Acadia, Port Royal, che avevano denominato Annapolis Royal. Questo fatto sicuramente aveva ben poca importanza per gli indiani locali, ma il desiderio di questa vendetta risiedeva sicuramente nei cuori e nelle menti dei francesi che supportarono finanziariamente e logisticamente la confederazione Wabanaki nelle sue razzie.

## La campagna
I nativi compirono una serie di raid a Kittery, Wells, Berwick, York, Spruce Creek e Portsmouth. La campagna raggiunse persino il New Hampshire e il Massachusetts con raid nativi su Exeter, Oyster River e Dover.